# Una americana en Buenos Aires
 Una americana en Buenos Aires es una película en blanco y negro coproducción de Argentina y Francia, dirigida por George Cahan sobre el guion de Antonio de Lara  que se estrenó el 6 de julio de 1961 y que tuvo como protagonistas a Mamie Van Doren, Jean-Pierre Aumont, Carlos Estrada y  Catherine Zabó. Tuvo como título alternativo Los asesinos las prefieren rubias.

## Sinopsis
Las aventuras en Buenos Aires de una exuberante turista estadounidense y su novio francés en el marco de un supuesto homicidio.

## Reparto
- Mamie Van Doren
- Jean-Pierre Aumont
- Carlos Estrada
- Catherine Zabó
- Juan Carlos Mareco
- Nathán Pinzón
- Guido Gorgatti
- Chela Ruiz

## Comentarios
Para La Nación la película tiene:

”pocos valores.”